# 認知統一理論
《認知統一理論》(英語：Unified Theories of Cognition)是艾伦·纽厄尔在1990年出版的著作。纽厄尔认为，认知模型需要一套通用假设來解释所有认知，也就是认知統一理论或认知架构。 

## 内容
纽厄尔认为心智是个单一的系统 。他还声称，已建立的认知模型在很大程度上没有得到实验数据的证实。纽厄尔所指的認知是： 
- 问题解决、决策、日常行动
- 记忆、学习、技能
- 知觉、运动行为
- 语言
- 动机、情感
- 想像、做梦、做白日梦

在論證了認知統一理論的開發後，纽厄尔提出了任何統一理論的約束列表，這些理論應該要能夠解釋心智如何做到以下幾點：: 
1. 根据环境灵活地表现
2. 展示适应性（理性、目标導向）行为
3. 即時操作
4. 在丰富、复杂、详细的环境中进行操作（感知大量不断变化的细节；使用大量知识；并控制许多自由度的運動系统）
5. 使用符号和抽象概念
6. 使用自然语言和人工语言
7. 向环境和经验中学习
8. 透過發展获得能力
9. 要能夠在社群内自主操作
10. 可自我察覺并具有自我意识
11. 能夠以神经系统的方式实现
12. 可由胚胎生長過程解釋
13. 透過進化產生

纽厄尔的次要任务是提出认知架构「Soar」，实现了满足上述约束的认知统一理论。在书中所引用的其他认知统一理论的工作，還包括ACT-R和人類處理模型 。 

## 延伸閱讀
- Newell, A. (1994).Unified Theories of Cognition, Harvard University Press; Reprint edition,ISBN 0-674-92101-1ISBN 0-674-92101-1. .
- Newell, A. (1973). "You can’t play 20 questions with nature and win: Projective comments on the papers of this symposium". In W. G. Chase (ed.), Visual Information Processing. New York: Academic Press. (Read article online （页面存档备份，存于）.)